# Лёвкин, Евгений Владимирович
Евгений Владимирович Лёвкин (р. 14 октября 1992) — казахстанский прыгун с трамплина, чемпион зимней Азиады-2011 в Алматы. Мастер спорта Республики Казахстан международного класса

## Биография
Евгений Лёвкин уже в 14-тетнем возрасте начал выступать на международных соревнованиях для юниоров.
Участвовал в 5 молодёжных чемпионатах мира. Лучшим личным результатом было 29 место в турецком Эрзуруме в феврале 2012 года.
На этапах кубка мира лучшим результатом является 46 место в 2012 году в Австрии.
В 2011 году на зимних Азиатских играх в Алматы завоевал "золото" на нормальном трамплине и командное "серебро" на длинном трамплине.